# Mirandela (Castroverde)
Mirandela (llamada oficialmente Santo André de Mirandela) es una parroquia y una aldea española del municipio de Castroverde, en la provincia de Lugo, Galicia.

## Otras denominaciones
La parroquia también es conocida por el nombre de San Andrés de Mirandela.

## Organización territorial
La parroquia está formada por dos entidades de población:
- Mirandela
- Outeiro das Vellas

## Demografía

### Parroquia
| Gráfica de evolución demográfica de Mirandela (parroquia) entre 2000 y 2019 |
|                                                                             |
| Datos según el nomenclátor publicado por el INE.                            |

### Aldea
| Gráfica de evolución demográfica de Mirandela (aldea) entre 2000 y 2019 |
|                                                                         |
| Datos según el nomenclátor publicado por el INE.                        |